# Urocystis agropyri
Urocystis agropyri är en svampart som först beskrevs av Preuss, och fick sitt nu gällande namn av A.A. Fisch. Waldh. 1867. Urocystis agropyri ingår i släktet Urocystis och familjen Urocystidaceae.   Inga underarter finns listade i Catalogue of Life.